# Concórdia do Pará
Concórdia do Pará is een gemeente in de Braziliaanse deelstaat Pará. De gemeente telt 22.251 inwoners (schatting 2009).